# فلوریال
فلوریال (به فرانسوی: Fleuriel تلفظ فرانسوی: [flœʁjɛl]) یک کمون در بخش آلیه در مرکز فرانسه است.

## جغرافیا
فلوریال ۲۸٫۰۵ کیلومتر مربع مساحت دارد و ۴۳۰ متر بالاتر از سطح دریا واقع شده‌است.
دو بخش از قلمرو آن جنگلی است: جنگل موزیه (Mosières)، در شمال، و انتهای جنگل اَبی-ژیورزا (Abbaye-Giverzat)، در جنوب غربی.
آب شهر توسط وور، نهری که به بوبل می‌ریزد، تأمین می‌شود.
طریق جاده استانی ۳۶ از این شهر عبور می‌کند، که دسترسی به مونتمارولت (Montmarault) توسط RD 46 در شمال غربی شهر، یا شانتل (Chantelle) توسط RD 986 جنوب شرقی را فراهم می‌کند.